# Stojan Kočov
Stojan Kočov (Korifi, 25 dicembre 1930 – Skopje, 5 gennaio 2023) è stato uno storico, pubblicista e scrittore macedone.

## Biografia
Nacque nel 1930 nel villaggio di Turje (o Turie, in greco Korifi), nei pressi della città di Florina, in Grecia. Dal 1946 al 1949 fu partigiano nell'Esercito Democratico Greco durante la guerra civile greca e partecipò anche alle organizzazioni macedoni nel nord della Grecia. Dopo che la guerra fu persa dalle forze di sinistra, Kočov andò a Tashkent, URSS, dove visse e studiò dal 1950 al 1957. Si diplomò in una scuola di ingegneria meccanica е, dopo essersi trasferito in Jugoslavia, nell'allora Repubblica socialista di Macedonia, si laureò alla Facoltà di Attività Organizzative dell'Università di Belgrado (1974).
Dopo lo scioglimento della Jugoslavia e il suo ritiro dalla sua attiva vita professionale, Kočov emerse come prolifico scrittore e appassionato storico-pubblicista. Parte più significativa della sua produzione è la drammatica storia della Macedonia greca nel periodo compreso tra il 1941 e il 1949, nonché del triste destino del popolo macedone della sua area nativa. La sua opera letteraria è incentrata sullo stesso tema. 
Nei suoi libri, Kočov si distingue senz'altro come un uomo legato alla sua partecipazione nell'Esercito Democratico Greco, pertanto alla lotta antifascista dell'epoca, ma in particolare come patriota macedone, molto sensibile alle differenti sfumature e sfaccettature dei destini dei macedoni di Grecia. Distanziandosi dall'ideologia comunista jugoslava, egli condanna categoricamente la politica dei partiti comunisti jugoslavi e greci, e in generale di Belgrado e Atene, come colpevoli della distruzione dei suoi compatrioti nella Macedonia greca. Entrò quindi in un contrasto talora aspro con l"establishment" dei macedoni della Macedonia greca filo-jugoslavo di Skopje, rappresentato da figure come lo storico-decano Risto Kirјazovski. 
Morì all'età di 92 anni, a Skopje.

## Opere
- Средба (racconti, 1989), in italiano Incontro
- Една мртва војска (poesia, 1992), in italiano Un esercito morto
- (Само)жртвувањето на македонскиот народ под Грција (pubblicazione storica, 1994), in italiano L'(auto)sacrificio del popolo macedone sotto la Grecia
- Мртвото лице на војната (poesia, 1996), in italiano La faccia morta della guerra
- Ѓорѓи Пејков – Македонскиот воин низ историјата на ДАГ (1945-1949) (monografia, 1996), in italiano Ǵorǵi Pejkov - Guerriero macedone nella storia nell'Esercito Democratico Greco
- Талкачи (romanzo, 1997), in italiano Vagabondi
- Нова година во земјанките на Грамос (romanzo, 1998), in italiano Capodanno nelle paesane di Gramos
- Во пресрет на судбината (racconti, 1998), in italiano Alla vigilia del destino
- Идеолошкиот активизам над Македонците под Грција (pubblicazione storica, 2000), in italiano L'attivismo ideologico dei macedoni sotto la Grecia
- Казна без вина (pubblicazione storica, 2001), in italiano Punizione senza colpa
- Гробарот от Лерин (romanzo, 2001), in italiano Il becchino di Lerin
- Гревот на потомците (romanzo, 2002), in italiano Il peccato dei discendenti
- Есеи и литературни толкувања (2002), in italiano Saggi e interpretazioni letterarie
- Коба (racconti, 2002), in italiano Condanna
- Балканска сага (romanzi, 2004), in italiano Saga balcanica
- Билет во еден правец (pubblicazione storica, 2004), in italiano Biglietto di sola andata
- Големото враќање на талкачите (romanzo, 2006), in italiano Il grande ritorno dei vaganti
- Македонците низ пеколот на црвеното губилиште (pubblicazione storica, 2007), in italiano I macedoni nell'inferno della rossa terra desolata
- Воинот и Маргарита (romanzo, 2008), in italiano Il guerriero e Margarita
- Јамка (romanzo, 2009), in italiano Ciclo

| Controllo di autorità | VIAF (EN) 236842743 · ISNI (EN) 0000 0003 8552 9327 · LCCN (EN) no95006308 · GND (DE) 1049221664 · CONOR.SI (SL) 11817827 |